# Charleville-Mézières
Charleville-Mézières é uma comuna francesa na região administrativa de Grande Leste, no departamento Ardenas. Estende-se por uma área de 31,44 km². Em 2010 a comuna tinha 47 519 habitantes (densidade: 1 511,4 hab./km²).813 hab/km².